# 1586 Thiele
Az 1586 Thiele (ideiglenes jelöléssel 1939 CJ) a Naprendszer kisbolygóövében található aszteroida. Wachmann, A. fedezte fel 1939. február 13-án, Bergedorfban.